# 米利斯 (麻薩諸塞州)
米利斯（英語：Millis）是一個位於美國麻薩諸塞州諾福克縣的鎮。

## 人口
根據2020年美國人口普查的數據，米利斯的面積為31.80平方千米，當中陸地面積為31.50平方千米，而水域面積為0.30平方千米。當地共有人口8460人，而人口密度為每平方千米266人。